# Distretto di Biljaïvka
Il distretto di Biljaïvka (in ucraino Біляївський район?, Biljaïvs'kyj rajon) era un distretto dell'Ucraina situato nell'oblast' di Odessa e confinante ad ovest con la Moldavia; aveva per capoluogo Biljaïvka. La popolazione era di 93.749 persone (stima del 2015). Il distretto fu costituito nel 1923 ed è stato soppresso in seguito alla riforma amministrativa del 2020.